# Günter Deckert
Günter Deckert (Heidelberg, Baden, 9 de enero de 1940 - Weinheim, 31 de marzo de 2022) fue un activista político alemán de extrema derecha, líder y presidente del Partido Nacionaldemócrata de Alemania.

## Biografía
Permaneció cinco años en prisiones alemanas (entre 1995 y 2000) por diversos delitos, entre ellos los de negación del Holocausto e incitación al odio racial. Tradujo el informe Leuchter, una investigación de los Estados Unidos que trató de poner en duda la veracidad del exterminio en masa a través de las cámaras de gas en el Holocausto.
Deckert era profesor de secundaria, pero fue despedido de ese puesto en 1988 después de haber sido sancionado en varias ocasiones por su activismo político. También fue concejal de la ciudad de Weinheim y fundó una agencia de viajes llamada Germania. Saltó a la fama cuando se convirtió en el presidente de la NPD. En 2001, participó en una reunión del Partido Nacional Británico en Londres.